# Unicredit Direct Services
Die Unicredit Direct Services GmbH mit Hauptsitz in München ist eine 100-prozentige Tochterfirma der Unicredit Bank.
Sie unterstützt die Unicredit Bank und die Unicredit Bank Austria im Bereich Multikanalmanagement – der Verknüpfung verschiedener Kommunikationswege im Kundenservice. An vier Standorten in Deutschland und Österreich arbeitet die Unicredit Direct Services für die beiden Banken im Service und Vertrieb über Telefon, E-Mail, Internet und Chat.

## Geschichte
1990 gründete die Bayerische Hypotheken- und Wechselbank das Unternehmen H.E.L.B. GmbH mit dem Ziel, EDV-Dienstleistungen für konzernnahe Banken anzubieten. Innerhalb der Bayerischen Vereinsbank startete zu dieser Zeit mit neun Mitarbeitern der telefonische Kundenservice. 1993 begann auch die H.E.L.B. GmbH mit Telefonbanking und Telemarketing. 1994 wurde die VB Dialog Gesellschaft für Direktmarketing mbh in München gegründet, mit dem Fokus auf Telefonbanking, Wertpapierbanking und Direktvertrieb. Im Rahmen der Fusion der Bayerischen Hypo- und Vereinsbank wurde im Jahr 1998 aus H.E.L.B. und VB Dialog das 100-prozentige Tochterunternehmen HVB Direkt GmbH. Im Jahr 2004 begann der Kundenservice in Österreich. Dabei wurden die Mitarbeiter der Data Austria in die HVB Direkt integriert. Seit 2009 ist die HVB Direkt unter dem aktuellen Firmennamen Unicredit Direct Services GmbH in Deutschland und Österreich, mit aktuell ca. 1000 Mitarbeitern, aktiv.

## Standorte
Die Unicredit Direct Services GmbH ist in Deutschland mit drei und in Österreich mit einem Standort vertreten. Neben dem Hauptsitz in München bietet sie in Schweinfurt und Leipzig Service für die Kunden der Unicredit Bank an. In Wien ist sie als Ansprechpartner für die Kunden der Bank Austria aktiv.

## Leistungen
Der Schwerpunkt der Unicredit Direct Services GmbH liegt im Kundenservice über moderne Medien. Sie dient als Ansprechpartner der Kunden von Unicredit Bank und Unicredit Bank Austria über Telefon, E-Mail, Internet und Chat. Neben dem klassischen Telefonbanking unterstützt sie die beiden Banken mit verschiedenen Dienstleistungen im Kundenservice, wie z. B. dem Online-Banking, der Kreditkarten-Hotline, dem Beschwerdemanagement, der Betreuung der Social-Media-Kanäle sowie der aktiven Kundenansprache und Terminvereinbarung.